# Mining
Mining ist eine Gemeinde mit 1306 Einwohnern (Stand 1. Jänner 2024) im Nordosten des oberösterreichischen Bezirks Braunau am Inn. Der Ort liegt oberhalb des Inn-Stausees, der zuständige Gerichtsbezirk ist der Gerichtsbezirk Braunau am Inn.

## Geografie
Mining liegt an der Staatsgrenze zu Deutschland auf einer in der Eiszeit geformten Terrassenlandschaft am Inn. Die Gemeinde hat eine Fläche von rund siebzehn Quadratkilometer, zwanzig Prozent sind bewaldet, über sechzig Prozent werden landwirtschaftlich genutzt und mehr als acht Prozent sind Gewässer.

### Gemeindegliederung
Das Gemeindegebiet umfasst folgende 12 Ortschaften (in Klammern Einwohnerzahl Stand 1. Jänner 2024):
- Alberting (44)
- Amberg (72)
- Frauenstein (106)
- Gundholling (28)
- Holl (14)
- Kaltenau (18)
- Mamling (259)
- Mining (710)
- Obersunzing (5)
- Öppling (18)
- Unterbergham (17)
- Untersunzing (15)

Die Gemeinde besteht aus den Katastralgemeinden Amberg, Gundholling und Mining.

### Nachbargemeinden
|                   | Deutschland                                 |                      |
| St. Peter am Hart | Kompassrose, die auf Nachbargemeinden zeigt | Mühlheim am Inn (RI) |
|                   | Weng im Innkreis                            |                      |

## Geschichte

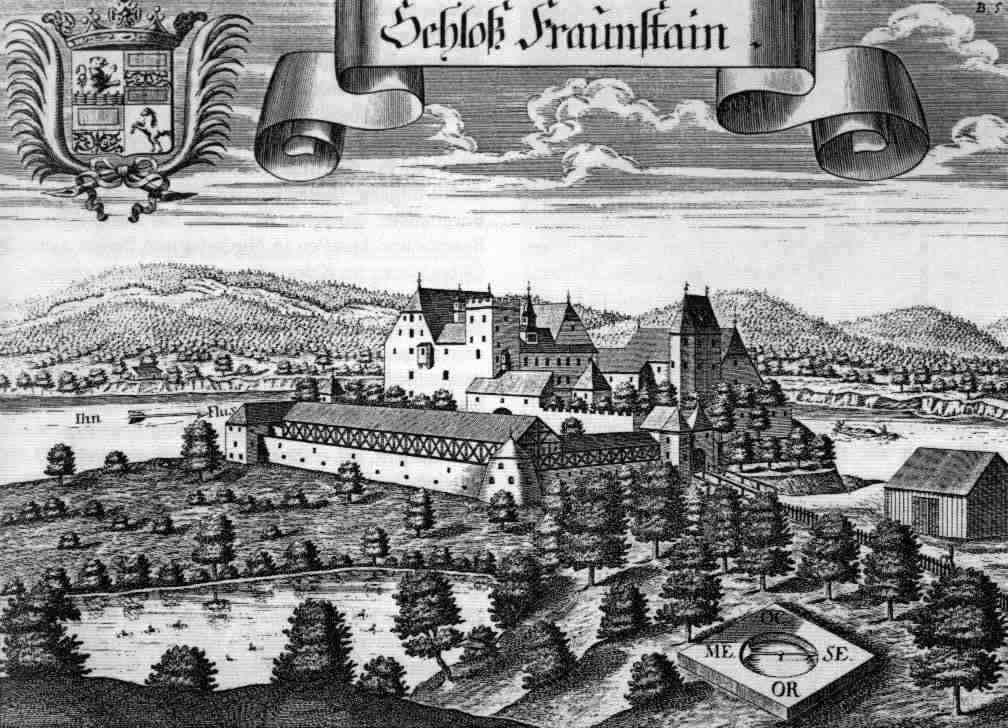
Schloss Frauenstein

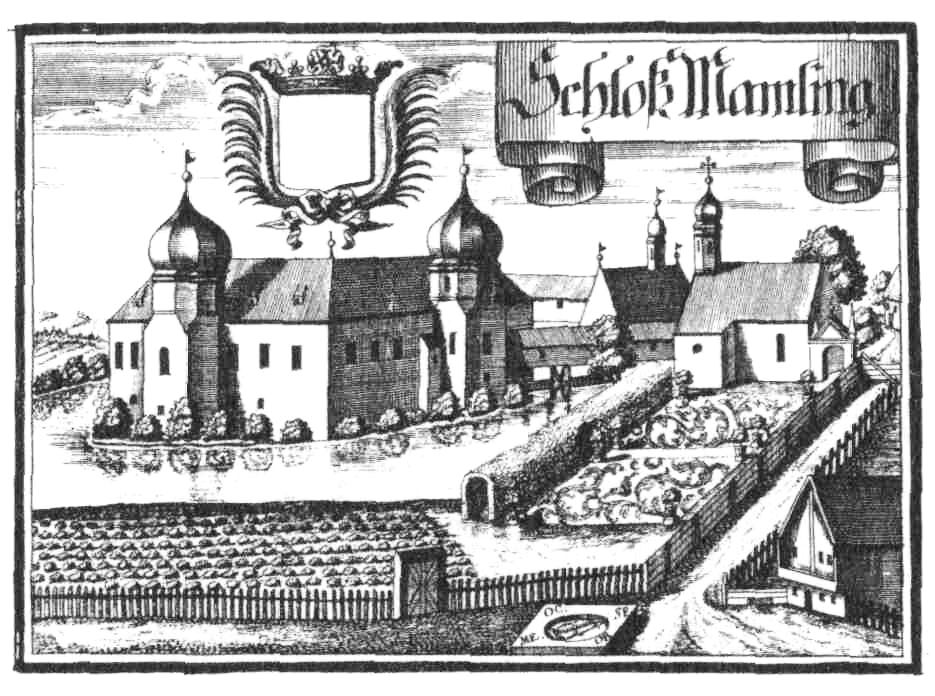
Schloss Mamling

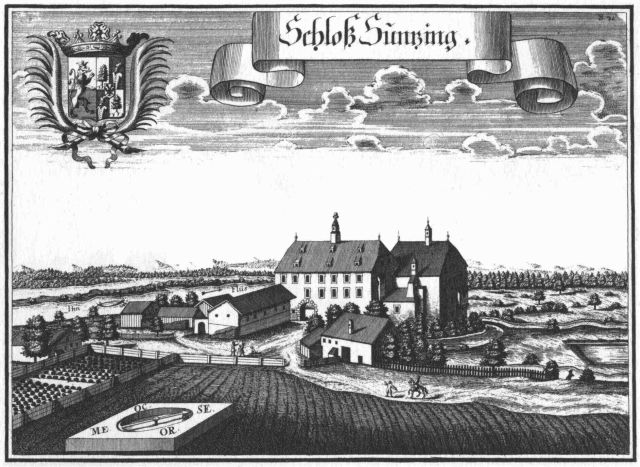
Schloss Sunzing

Seit Gründung des Herzogtums Bayern war Mining bis 1779 bayrisch. Entscheidenden Einfluss auf den Ort übte jahrhundertelang das Adelsgeschlecht der Paumgarten aus. Ihre wichtigsten Besitzungen waren Schloss Ering und Schloss Frauenstein sowie die Hofmark Mining. Die Begräbnisstätte der auf Frauenstein ansässigen Paumgarten befindet sich in der Pfarrkirche Mining. 
Mining kam nach dem Frieden von Teschen 1779 zusammen mit den östlich des Inn gelegenen Gebieten des kurfürstlichen Rentamtes Burghausen, die bis dahin „Innbaiern“ geheißen hatten, als „Innviertel“ zu Österreich. Der Untere Inn, der bis dahin in erster Linie ein Handelsweg innerhalb Bayerns gewesen war, wurde damit zum Grenzfluss zwischen dem Kurfürstentum Bayern und Österreich ob der Enns.  Während der Napoleonischen Kriege wieder kurz bayrisch, gehört Mining seit 1816 (Vertrag von München) endgültig zu Oberösterreich.
Mining liegt auf einer eiszeitlich geformten Terrassenlandschaft am Unteren Inn im Nordosten des Bezirkes Braunau am Inn. Die erste urkundliche Erwähnung erfolgte im Jahr 885 n. Chr. Zahlreiche Funde weisen auf eine sehr frühe Besiedelung hin (z. B. Schnabelkanne aus Bronze und Bronzeteller aus der La-Tène-Zeit des vierten Jahrhunderts v. Chr. in der Ortschaft Sunzing – zu sehen im Landesmuseum Linz). 
In der gotischen Pfarrkirche befinden sich an den Seitenwänden interessante Grabsteine aus der Zeit nach 1500 und erinnern an die früheren Herrschaften der drei Schlösser Mamling, Sunzing und Frauenstein. Die Schlosskapelle Mamling ist besonders sehenswert. Weitere interessante Sehenswürdigkeiten stellen das Innkraftwerk Ering-Frauenstein mit Blick auf den Stausee sowie die Burg Frauenstein dar.

## Kultur und Sehenswürdigkeiten

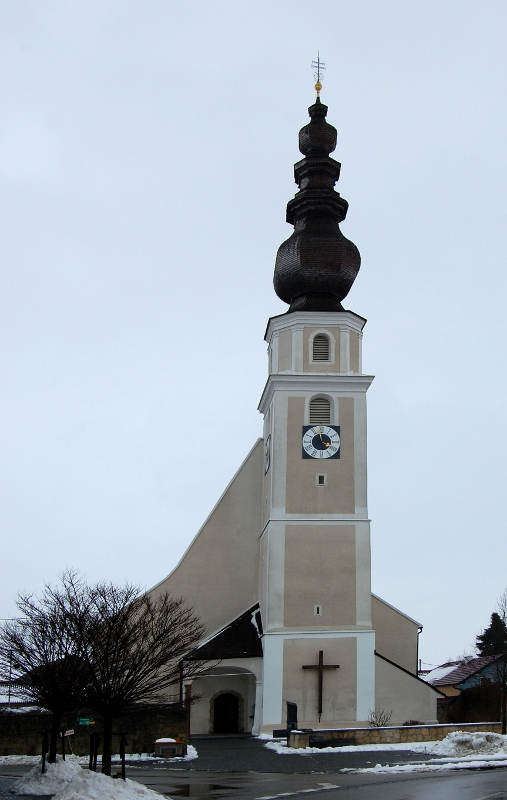
Pfarrkirche Mining

- Schloss Frauenstein in Oberösterreich
- Schloss Mamling und die Schlosskapelle Mamling
- Schloss Sunzing
- Katholische Pfarrkirche Mining Mariä Opferung

## Sportvereine
Mining besitzt eine breite Auswahl von Sportvereine. Einer der Bekanntesten davon ist der Fußballverein SV Mining-Mühlheim. Jedoch gibt es viele weitere Sportvereinen wie zum Beispiel der TC-Mining und der Quasi-Beach Sportunion sowie der SKI-Club Mining.

## Wirtschaft und Infrastruktur

### Wirtschaftssektoren
Im Jahr 2010 wurden 21 der 39 landwirtschaftlichen Betriebe im Vollerwerb geführt. Der größte Arbeitgeber ist der Dienstleistungssektor, der sechzig Prozent der Erwerbstätigen beschäftigt (Stand 2011).
| Wirtschaftssektor            | Anzahl Betriebe | Anzahl Betriebe | Erwerbstätige | Erwerbstätige |
| Wirtschaftssektor            | 2011            | 2001            | 2011          | 2001          |
| ---------------------------- | --------------- | --------------- | ------------- | ------------- |
| Land- und Forstwirtschaft 1) | 39              | 59              | 36            | 50            |
| Produktion                   | 13              | 12              | 31            | 36            |
| Dienstleistung               | 49              | 37              | 100           | 83            |

1) Betriebe mit Fläche in den Jahren 2010 und 1999
| Von den 585 Erwerbstätigen, die 2011 in Mining lebten, hatten 115 einen Arbeitsplatz im Ort, achtzig Prozent pendelten aus. Von Nachbargemeinden kamen 52 Menschen, um in Mining zu arbeiten. | Hier fehlt eine Grafik, die leider im Moment aus technischen Gründen nicht angezeigt werden kann. Wir arbeiten daran! |

### Verkehr
Der Bahnhof Braunau am Inn ist rund zehn Kilometer entfernt. Von dort gibt es Bahnverbindungen nach Wels, Linz und Freilassing.

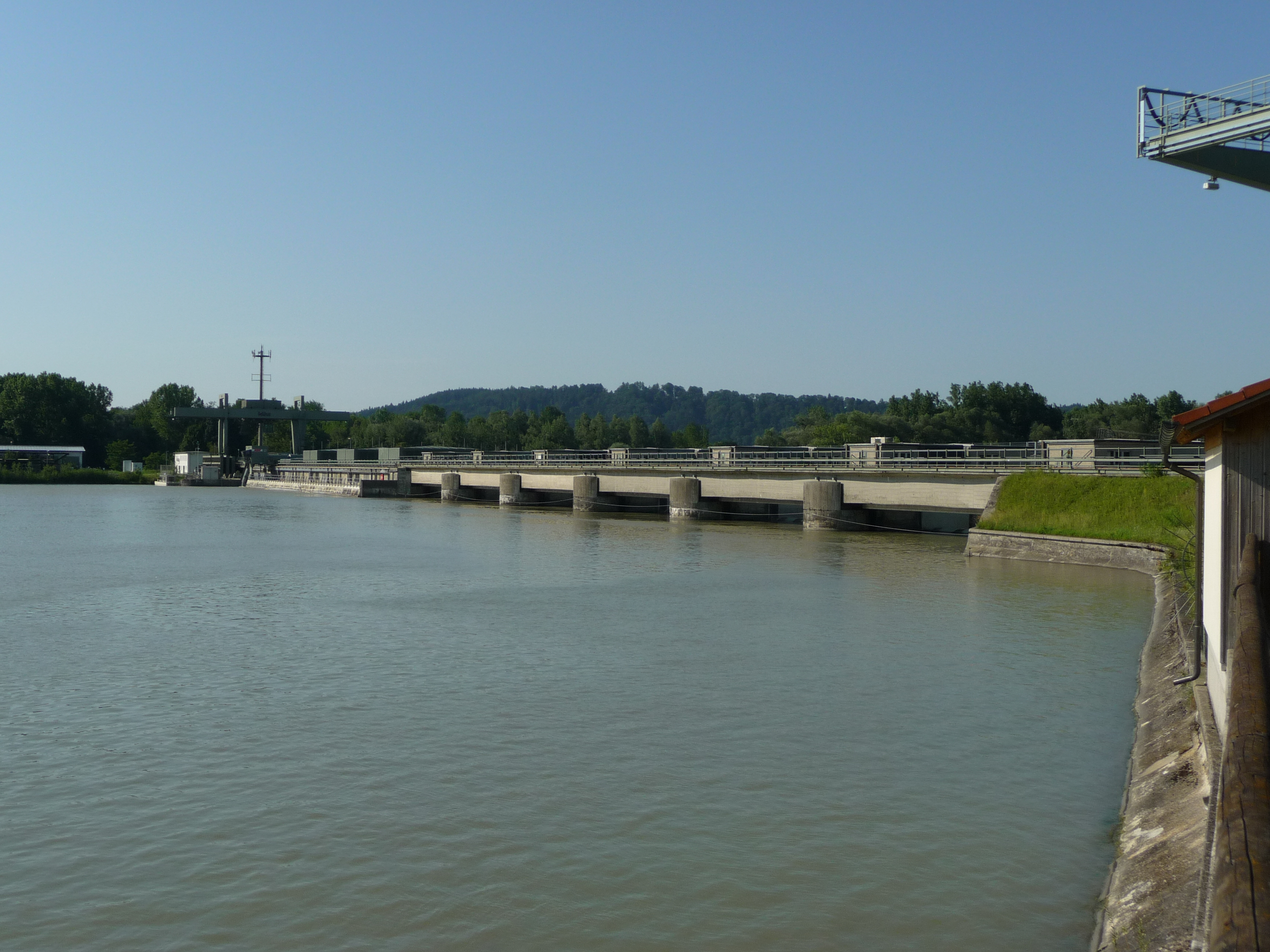
Fuß- und Radweg über das Kraftwerk Ering-Frauenstein

Ferner gibt es einen Übergang für Radfahrer und Wanderer am Laufwasser-Kraftwerk Ering-Frauenstein über den Inn nach Niederbayern.

## Politik
Der Gemeinderat hat 13 Mitglieder.
- Mit den Gemeinderats- und Bürgermeisterwahlen in Oberösterreich 1997 hatte der Gemeinderat folgende Verteilung: 11 ÖVP, 7 SPÖ und 1 FPÖ. (19 Mandate)
- Mit den Gemeinderats- und Bürgermeisterwahlen in Oberösterreich 2003 hatte der Gemeinderat folgende Verteilung: 11 ÖVP, 7 SPÖ und 1 FPÖ. (19 Mandate)
- Mit den Gemeinderats- und Bürgermeisterwahlen in Oberösterreich 2009 hatte der Gemeinderat folgende Verteilung: 13 ÖVP, 4 SPÖ und 2 FPÖ. (19 Mandate)
- Mit den Gemeinderats- und Bürgermeisterwahlen in Oberösterreich 2015 hatte der Gemeinderat folgende Verteilung: 13 ÖVP, 3 SPÖ und 3 FPÖ. (19 Mandate)
- Mit den Gemeinderats- und Bürgermeisterwahlen in Oberösterreich 2021 hat der Gemeinderat folgende Verteilung: 8 ÖVP, 3 SPÖ und 2 FPÖ.[9][10]

### Bürgermeister
- 1949–1955 Karl Seeburger (ÖVP)
- 1970–1995 Franz Altmann (1927–2022)[11]
- bis 2008 Wolfgang Lammel (ÖVP)
- 2008–2020 Günter Hasiweder (ÖVP)
- seit 2020 Josef Zechmeister (ÖVP)[12]

### Wappen
Das Wappen von Mining verweist in seiner Gestaltung auf das mächtige Geschlecht der Reichsgrafen von Paumgarten zu Ering und Frauenstein, die über Jahrhunderte die Grundherrschaft in Mining ausübten und in der Pfarrkirche auch ihre Grablege hatten.

## Persönlichkeiten

### Söhne und Töchter der Gemeinde
- Franz Amberger (1887–1943), Lokomotivheizer und Widerstandskämpfer
- Karl Seeburger (1914–1979), Bürgermeister von Mining und Abgeordneter zum Oberösterreichischen Landtag

### Mit der Gemeinde verbundene Persönlichkeiten
- Marianne Hagenhofer (* 1948), Politikerin, Mitglied des Gemeinderates von Mining und Mitglied des Nationalrats von 1993 bis 2011
- Marie Herzfeld (1855–1940), Schriftstellerin, verbrachte ihre letzten Lebensjahre hier